# Салманбейли
Салманбейли (азерб. Salmanbəyli) — село в Салманбейлинском административно-территориальном округе Агджабединского района Азербайджана.

## Этимология
Название произошло от рода Салманбейли из племени кебирли.

## История
Село основано в 1928 году.
После реформы административного деления и упразднения уездов в 1929 году был образован Ходжавендский сельсовет в Агджабединском районе Азербайджанской ССР.
Согласно административному делению 1961 и 1977 года село Салманбейли входило в Ходжавендский сельсовет Агджабединского района Азербайджанской ССР.
5 октября 1999 года из состава Ходжавендского административно-территориального округа выделен новый, Салманбейлинский.
В 1999 году в Азербайджане была проведена административная реформа и внутри Салманбейлинского административно-территориального округа был учрежден Салманбейлинский муниципалитет Агджабединского района.

## География
Салманбейли расположен на берегу канала имени Орджоникидзе.
Село находится в 12 км от райцентра Агджабеди и в 288 км от Баку. Ближайшая железнодорожная станция — Агдам (действующая — Халадж).
Село находится на высоте 55 метров над уровнем моря.

## Население
| Численность населения | Численность населения | Численность населения |
| 1983                  | 1999                  | 2009                  |
| --------------------- | --------------------- | --------------------- |
| 1302                  | ↗2030                 | ↗2318                 |

Население преимущественно занимается хлопководством, выращиванием зерна и животноводством.

## Климат
| Показатель                    | Янв. | Фев. | Март | Апр. | Май  | Июнь | Июль | Авг. | Сен. | Окт. | Нояб. | Дек. | Год  |
| ----------------------------- | ---- | ---- | ---- | ---- | ---- | ---- | ---- | ---- | ---- | ---- | ----- | ---- | ---- |
| Средний суточный максимум, °C | 6,2  | 7,3  | 10,7 | 18,4 | 23,2 | 28,1 | 31,2 | 31,1 | 26,0 | 21,0 | 13,9  | 8,4  | 18,8 |
| Средняя температура, °C       | 2,4  | 3,5  | 6,5  | 13,1 | 17,8 | 22,6 | 25,5 | 24,9 | 20,8 | 16,2 | 9,9   | 4,6  | 14,0 |
| Средний суточный минимум, °C  | −1,3 | −0,3 | 2,3  | 7,9  | 12,5 | 17,2 | 19,8 | 18,8 | 15,7 | 11,5 | 5,9   | 0,8  | 9,2  |
| Норма осадков, мм             | 24   | 27   | 32   | 45   | 49   | 36   | 14   | 17   | 23   | 42   | 28    | 38   | 375  |

Среднегодовая температура воздуха в селе составляет +14,0 °C. В селе полупустынный климат.

## Инфраструктура
В советское время в селе располагались средняя школа, клуб, кинотеатр, медицинский пункт.
В селе расположены почтовое отделение, средняя школа, ясли-сад, дом культуры, библиотека, врачебный пункт.

### Достопримечательности
Вблизи села располагается городище Галатепе и курган №3 могильника Учтепе (погребение датируется VIII веком), памятники истории и культуры, останки цивилизации, охватывающие период с энеолита по средневековье.